# Hartford (Kentucky)
Hartford – miasto w Stanach Zjednoczonych, w stanie Kentucky, siedziba administracyjna hrabstwa Ohio.